# Massacre de Foceia

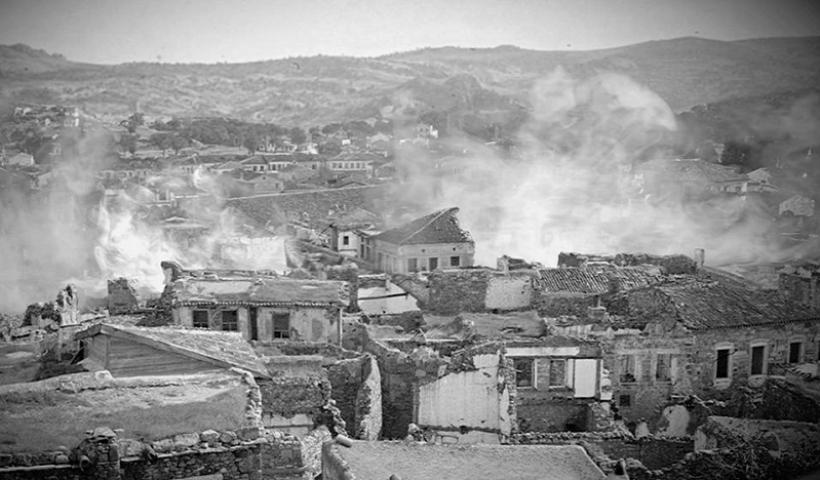
Foceia em chamas, durante o massacre perpetrado por turcos

O massacre de Foceia (em grego: Η Σφαγή της Φώκαιας; romaniz.: I Sfagí tis Fókaias; em turco: Foça Katliamı) ocorreu em 12 de junho de 1914, como parte das políticas de limpeza étnica do Império Otomano que incluíam exílio, massacre e deportações. Foi perpetrado por bandos irregulares de turcos contra a cidade predominantemente de etnia grega de Foceia, na costa leste do Mar Egeu. O massacre foi parte de uma ampla campanha antigrega de genocídio lançado pelas autoridades dos Jovens Turcos Otomanos, que incluiu boicote, intimidação, deportações forçadas e assassinatos em massa; e foi um dos piores ataques durante o verão de 1914.

## Consequências
Pouco antes do massacre, o condado atingiu uma população de aproximadamente 23 mil pessoas, a maioria dos quais eram gregos otomanos, mas após a migração forçada e assassinato dos gregos otomanos devido ao massacre, a população de todo o condado diminuiu para quatro mil.
Os acontecimentos em Foceia suscitaram simpatia pelas vítimas na Europa, especialmente em França. O povo de Marselha, que foi fundada por foceus por volta de 600 a.C., arrecadou uma quantia de 20 mil francos franceses para apoiar os refugiados.
Atividade semelhante também foi realizada por bandos irregulares turcos contra vários outros assentamentos no oeste da Anatólia, enquanto em uma ocasião quase todos os habitantes da vila de Serekieuy, perto de Menemen, foram mortos depois que os gregos locais se armaram para a resistência.  Estes ataques contra os gregos otomanos foram realizados de maneira semelhante aos realizados na época contra a população armênia nas províncias orientais do Império Otomano.
Durante 1914, um total de cerca de 154 mil habitantes gregos étnicos que viviam no Império Otomano perderam suas casas. Com a eclosão da Primeira Guerra Mundial, as políticas otomanas contra as comunidades gregas assumiram uma forma mais violenta e sistemática e afetaram uma área mais extensa, incluindo também Pontus, no norte da Anatólia. Essas políticas incluíam confiscos de propriedades, bem como a criação de batalhões de trabalho forçado para todos os homens gregos. Portanto, o governo otomano deportou muitos gregos otomanos para a Anatólia interior.